# Dan Spătaru (Sänger)

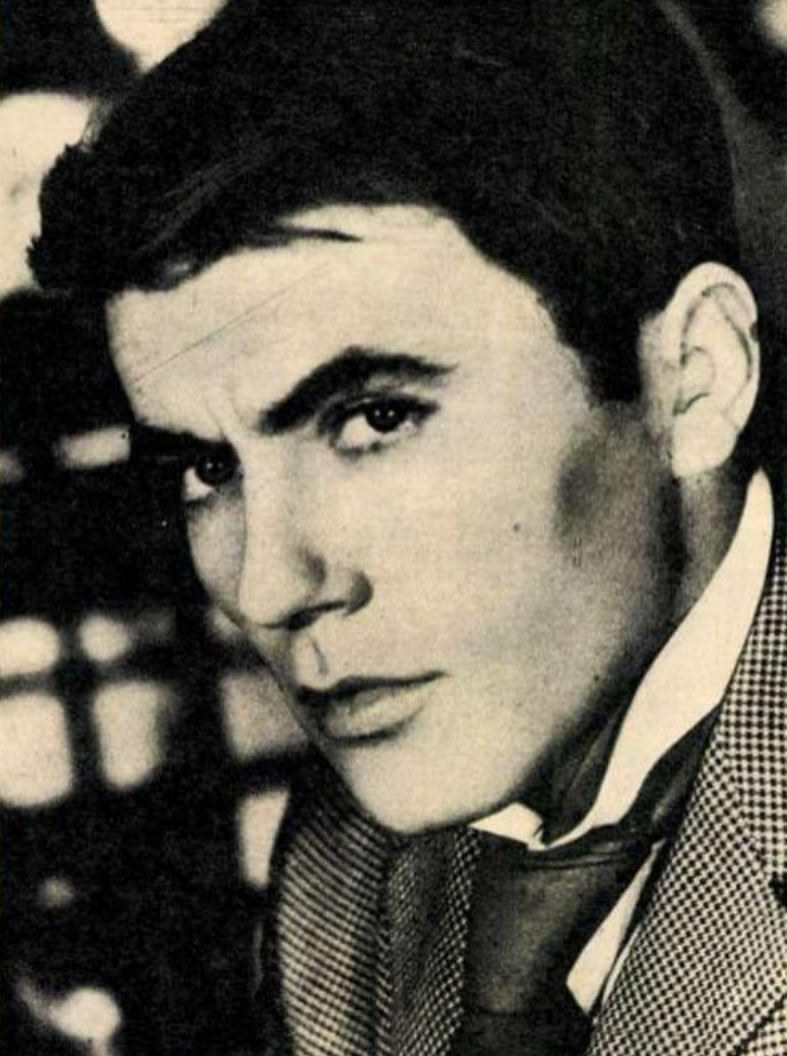
Dan Spătaru, 1972

Dan George Spătaru (* 2. Oktober 1939 in Aliman, Kreis Constanţa; † 8. September 2004 in Bukarest) war ein rumänischer Sänger von Unterhaltungsmusik. Er wurde vor allem durch die Songs Drumurile noastre („Unsere Wege“, 1984) und Să cântăm, chitara mea! („Lass uns meine Gitarre spielen!“, 1970) bekannt.

## Leben und Karriere
Spătaru wurde als Sohn der Lehrer Gherghina und Aurel Spătaru geboren. Seine Kindheit verbrachte er in Aliman, in Ion Corvin und in Medgidia bei seiner älteren Schwester Puica und seinen Großeltern. In Medgidia besuchte Spătaru das Gymnasium. Zu dieser Zeit begann er seine Fußballkarriere und spielte beim FC Sportul Studențesc București als Mittelfeldspieler.
Während seines Studiums an der Facultatea de Educație Fizică și Sport musste er seine Sportlerkarriere wegen eines Bandscheibenvorfalls aufgeben. Daraufhin widmete sich Spătaru der Musik. 1962 begann er in der Casa Studenților Lieder im Stil der damals populären italienischen Musik zu singen. Sein Debüt feierte er 1966 mit Pompilia Stoian in einer Fernsehshow in der Casa de Cultură a Studenților Grigore Preoteasa. Dadurch wurde die Komponistin Camelia Dăscălescu auf ihn aufmerksam und erteilte Spătaru Musikunterricht. Zudem komponierte sie seine ersten Songs, die ihn in ganz Rumänien berühmt machten. 1969 gewann er den Gesangspreis beim Festivalul de muzică ușoară in Mamaia mit den Songs Cu cine semeni dumneata und Țărăncuță, țărăncuță. Daneben bekam er Auszeichnungen auch im Ausland, z. B. beim Sopot-Festival (Polen), wo er das Label Electrecord vertrat. Von 1972 bis 1979 war er erster Solist des Fantasio-Theaters in Constanţa. Er tourte in der ehemaligen UdSSR, Deutschland, Israel, Kuba, Ungarn und Italien. 1972 lernte er im Fantasio-Theater seine spätere Frau Sida kennen. Sie heirateten 1974 und bekamen eine Tochter. Spătaru war notorischer Alkoholiker. Er starb 2004 an einem Herzinfarkt und wurde auf dem Bellu-Friedhof in Bukarest beigesetzt.

## Trivia
Spătaru ist der Rekordhalter mit dem längsten Publikumsapplaus von 16 Minuten und 19 Sekunden während eines Konzerts 1967 in Varadero.

## Drumurile noastre
Drumurile noastre ist zu einem der beliebtesten rumänischen Hits geworden. Spătaru veröffentlichte den Song in Zusammenarbeit mit dem Dan Dimitriu Orchestra 1984 auf dem Album Drumurile noastre. Die Musik stammt von dem jugoslawischen Komponisten Nikica Kalogjera, der sie ursprünglich für den Song Ona noćas neće doći von Miki Jevremović aus dem Jahr 1978 komponiert hatte. Spătaru schrieb den rumänischen Text auf die Melodie, nachdem er den Song zufällig auf einem Tonträger gehört hatte. Bei der Produktion und Veröffentlichung missachteten Spătaru sowie sein Label Electrecords die Urheberrechte. Eine Coverversion von Drumurile noastre erschien 2014 auf dem Album Împreună Cu Dan Spataru der niederländischen Sänger Jan Keizer und Anny Schilder.
Refrain:
Drumurile noastre poate
Se vor întâlni vreodată
Drumurile și iubirea
Gândurile, fericirea

Alle unsere Wege,
Werden sich vielleicht einmal begegnen,
Die Wege und die Liebe,
Die Gedanken und das Glück.

## Diskografie (Auswahl)
- Nu m-am gândit la despărţire (1984)
- Drumurile noastre (1984)
- Mereu cânta o serenadă (1987)
- Best of (1996)
- Pe drumul meu (1997)
- Drumurile tineretii (2002)
- Pe drumul meu (2005)
- Raza mea de soare (2005)
- In memoriam vol. 1 (2007)
- In memoriam vol. 2 (2007)

## Filmografie
- Tunelul (1966)
- Cîntecele marii (1971)[15]